# Insatsstyrka
En insatsstyrka kan vara en polisiär eller militär enhet som mobiliserats för ett, eller flera, särskilda uppdrag. Uppdraget kan vara ett bestämt mål eller att styrkan ligger beredd att agera i olika förväntade skeenden. Styrkan består av särskilt utvalda personer med goda psykiska och fysiska egenskaper samt god utbildning. 
Exempel på insatsstyrkor är Nationella insatsstyrkan och Marinens insatsstyrka. EU har också inrättat en omdiskuterad insatsstyrka, Europeiska unionens stridsgrupper. 
Inom svensk polis finns sedan 2016 åtta insatsstyrkor: Nationella Insatsstyrkan (NI), förstärkta regionala insatsstyrkor (tidigare benämnt Piketen) i polisregionerna Stockholm, Väst och Syd samt regionala insatsstyrkor i polisregionerna Öst, Mitt, Bergslagen och Nord.
Insatsstyrka är också räddningstjänstens begrepp för den grupp som åker på ett larm.